# Gonatocerus morrilli
Gonatocerus morrilli är en stekelart som först beskrevs av Howard 1908.  Gonatocerus morrilli ingår i släktet Gonatocerus och familjen dvärgsteklar. Inga underarter finns listade i Catalogue of Life.